# Gohliser Windmühle

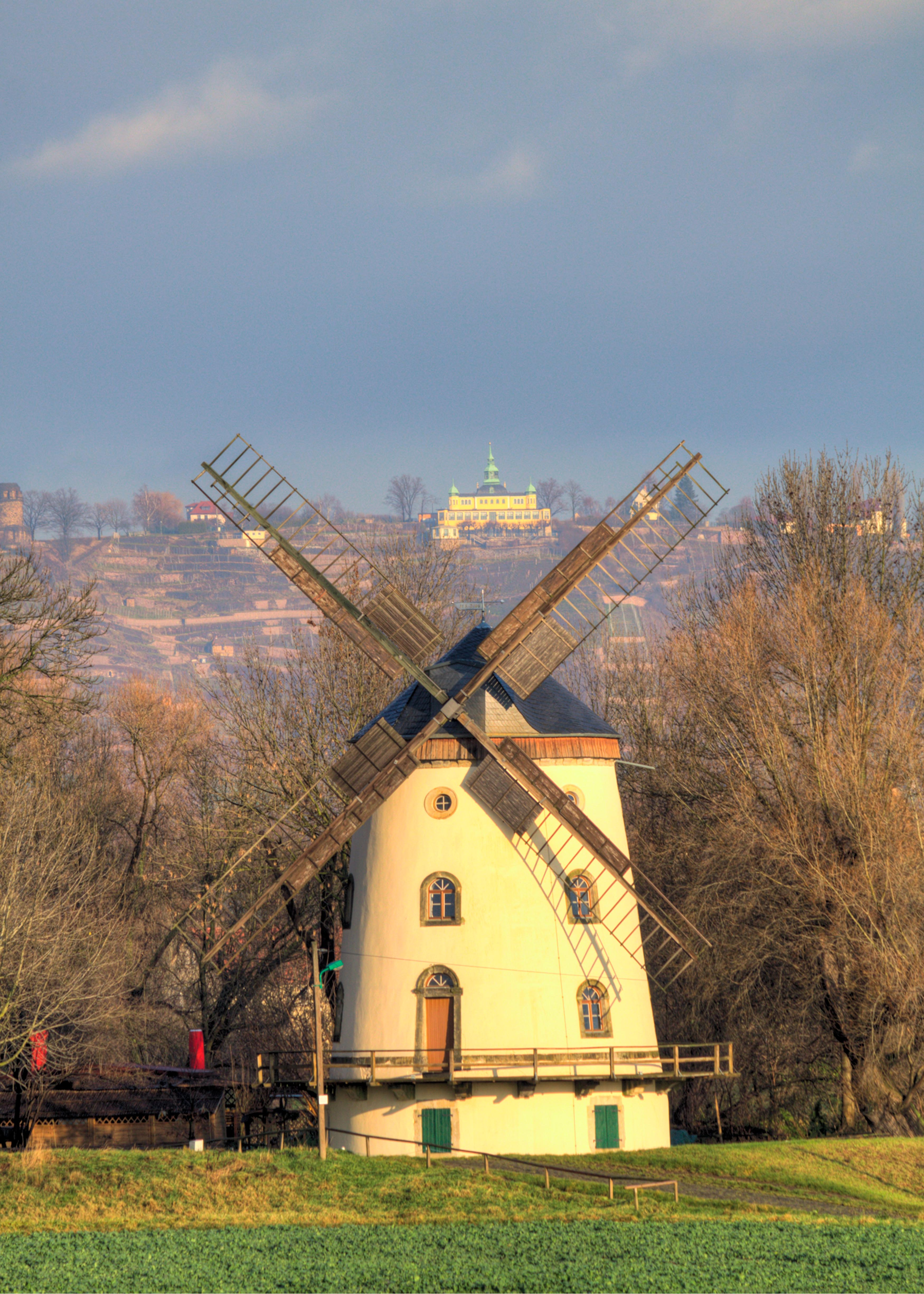
Die Gohliser Windmühle, zwischen den Flügeln das Radebeuler Spitzhaus auf der anderen Elbseite

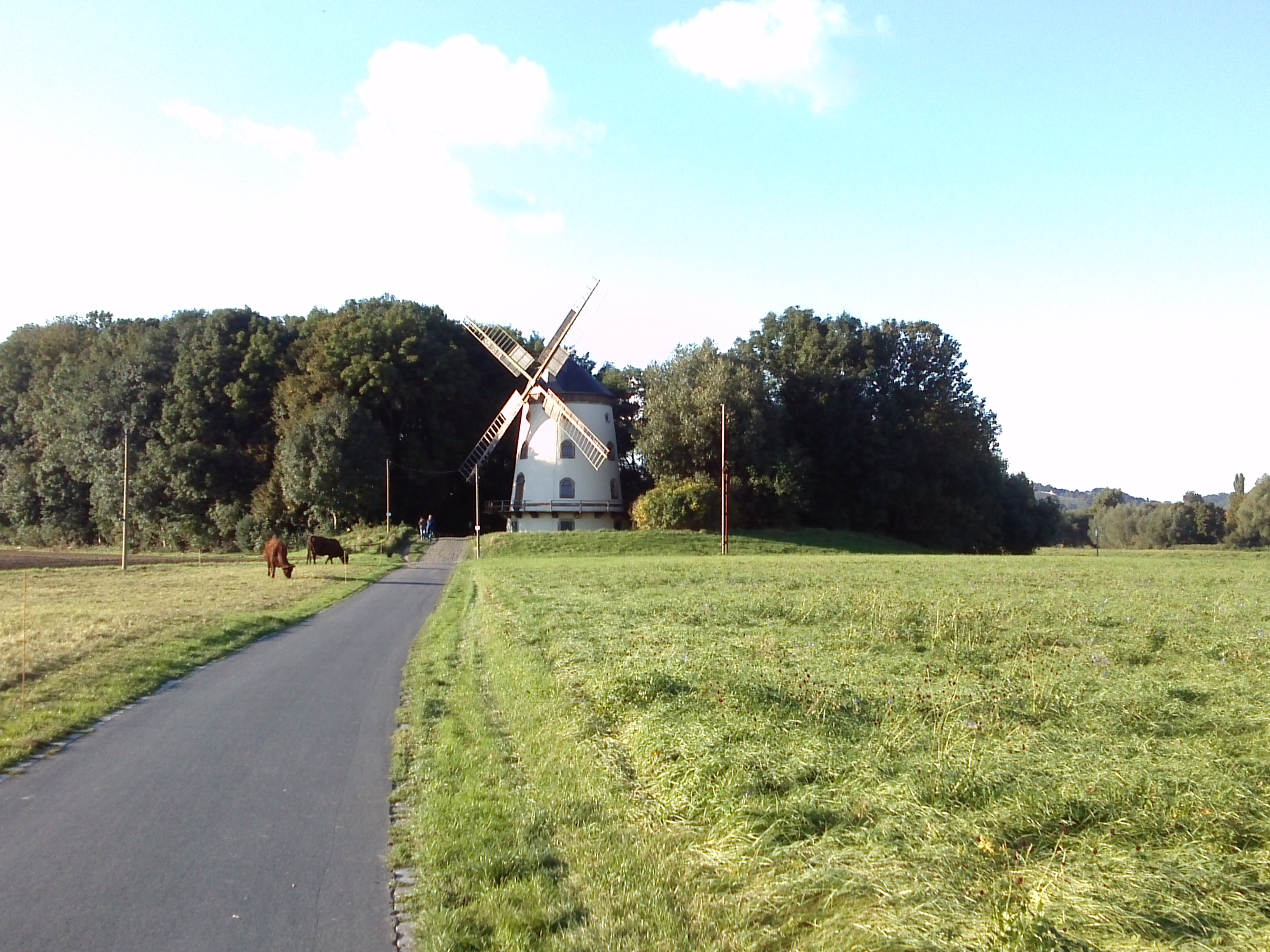
Blick aus Südosten

Die Gohliser Windmühle ist eine denkmalgeschützte alte Turmholländer-Windmühle in Dresden-Gohlis.

## Geschichte
Die Mühle wurde von 1828 bis 1832 durch den Gutsbesitzer Hefter errichtet. Bis 1914 wurde sie als Getreidemühle genutzt. Danach diente sie als Jugendherberge, Ferienlager, Museum und Gaststätte. Die Mühle wurde mehrfach rekonstruiert (1925, 1953, 1966) und anschließend wieder dem Verfall preisgegeben.
Im Jahr 2006 begann die erneute Restaurierung der Windmühle, die 2007 abgeschlossen wurde.
Heute wird die Gohliser Windmühle als Museum und Gaststätte (Mühlenstube) mit angeschlossenem Biergarten genutzt.